# Jay Bridger
Jay Bridger (ur. 23 września 1987 roku w Kencie) – brytyjski kierowca wyścigowy.

## Kariera
Bridger rozpoczął karierę w jednomiejscowych samochodach wyścigowych w 2006 roku w edycji zimowej Brytyjskiej Formuły Ford, gdzie dwukrotnie stawał na podium, w tym raz na jego najwyższym stopniu. Z dorobkiem 57 punktów uplasował się na ósmej pozycji w klasyfikacji generalnej. W głównej Brytyjskiej Formuły Ford uzbierane 243 punkty dały mu dziewiąte miejsce w końcowej klasyfikacji kierowców. W tym samym roku był drugi w klasie Duratec Festiwalu Formuły Ford. W późniejszych latach Brytyjczyk pojawiał się także w stawce Formuły Ford 1600 Walter Hayes Trophy, Brytyjskiej Formuły 3 oraz klasy Cup F3 Cup.